# Brguljski otok
Brguljski otok je nenaseljeni otočić u Brguljskom zaljevu na otoku Molatu, nedaleko mjesta Brgulje. Od obale Molata je udaljen oko 200 metara.
Površina otoka je 96.332 m2, duljina obalne crte 1156 m, a visina oko 26 metara.